# Hogna timuqua
Hogna timuqua este o specie de păianjeni din genul Hogna, familia Lycosidae. A fost descrisă pentru prima dată de Wallace în anul 1942. Conform Catalogue of Life specia Hogna timuqua nu are subspecii cunoscute.